# Équation de Sackur-Tetrode
L'équation de Sackur-Tetrode, établie en 1912 par les physiciens Otto Sackur et Hugo Tetrode,, donne l'entropie d'un gaz parfait monoatomique, non dégénéré, non relativiste.
Soit {\displaystyle \Lambda } la longueur d'onde thermique de de Broglie : {\displaystyle \Lambda ={\frac {h}{\sqrt {2\pi mkT}}}}, et {\displaystyle \Lambda ^{3}=V_{0}} le volume correspondant.
Alors, l'entropie S = S(U,V,N) du gaz (défini par son volume V, son énergie interne U et son nombre de particules N) vaut :
{\displaystyle {\frac {S}{kN}}=\ln \left[{\frac {V}{N\Lambda ^{3}}}\right]+{\frac {5}{2}}}
soit en développant :
{\displaystyle S=kN\ln \left[\left({\frac {V}{N}}\right)\left({\frac {U}{N}}\right)^{\frac {3}{2}}\right]+{\frac {3}{2}}kN\left({\frac {5}{3}}+\ln {\frac {4\pi m}{3h^{2}}}\right)}.

Courbes entropie-température des gaz parfaits monoatomiques classiques et quantiques (gaz de Fermi,) en trois dimensions. Bien qu'elles soient en bon accord à température élevée, elles divergent à basse température où l'entropie classique (équation de Sackur-Tetrode) commence à prendre des valeurs négatives.

Les expressions ci-dessus supposent que le gaz est dans le régime classique et est décrit par la statistique de Maxwell-Boltzmann (avec le "décompte correct de Boltzmann"). D'après la définition de la longueur d'onde thermique, cela signifie que l'équation de Sackur-Tetrode est valable uniquement quand :
{\displaystyle {\frac {V}{N\Lambda ^{3}}}\gg 1}
L'entropie prédite par l'équation de Sackur-Tetrode tend vers moins l'infini quand la température tend vers zéro.
En chimie, on préfère parfois retenir plutôt l'enthalpie libre G = U + NkT -TS = -NkT. Ln P/P(T) avec P(T) = kT/Vo :
G =-RT.LnP + cste(T) est le fondement de la loi d'action de masse : 
on obtient ainsi les ordres de grandeur des constantes d'équilibre Kp(T) des réactions.

## Constante de Sackur-Tetrode
La constante de Sackur–Tetrode, écrite S0/R, est égale à S/kBN évaluée à la température de T = 1 kelvin, à la pression standard (100 kPa ou 101,325 kPa, à préciser), pour une mole d'un gaz idéal composé de particules de masse égale à l'unité de masse atomique unifiée (mu = 1,66053906660(50)×10−27 kg). Sa valeur recommandée par CODATA 2018 est :
S0/R = −1,151 707 537 06 ± (45) pour po = 100 kPa
S0/R = −1,164 870 523 58 ± (45) pour po = 101,325 kPa.

## Gaz rares
En chimie, on donne l'entropie molaire standard dans les conditions standard (25 °C, P = 1 × 105 Pa).
Le calcul pour m = 40 u donne 154,8 J/K/mol
Les valeurs de l'entropie molaire standard S° (en J K-1 mol-1) données par CODATA sont :
- Hélium : M = 4,002602 u - S° = 126,153(2) ;
- Néon : M = 20,1797 u  - S° = 146,328(3) ;
- Argon : M = 39,948 u  - S° = 154,846(3) ;
- Krypton : M = 83,80 u  - S° = 164,085(3) ;
- Xénon : M = 131,29 u  - S° = 169,685(3) ;
- Radon : M = 222 u   -  S° = 176,23.

On pourra vérifier que les données s'accordent pour donner :
S° = S°(M=1) +3/2 R.Ln M
avec une assez bonne corrélation à condition de modifier légèrement pour l'hélium la correction de de Boer ; S°(M=1) est même négative, ce qui laisse parfois perplexes certains[Quoi ?], inattentifs à la condition de non-dégénérescence.
En comptant en bit[Quoi ?]/molécule, on retient que pour l'Argon,
S° =~ 27 bits/molécule pour M = 40 : évidemment il faut S° assez grand, sinon la dégénérescence quantique doit être évaluée.